# NGC 4272
NGC 4272 é uma galáxia elíptica (E) localizada na direcção da constelação de Coma Berenices. Possui uma declinação de +30° 20' 20" e uma ascensão recta de 12 horas, 19 minutos e 47,6 segundos.
A galáxia NGC 4272 foi descoberta em 13 de Março de 1785 por William Herschel.